# Туркменистан на летних Олимпийских играх 2012
Туркменистан принимал участие в летних Олимпийских играх 2012 года, которые проходили в Лондоне (Великобритания) с 27 июля по 12 августа, где её представляли 10 спортсменов в пяти видах спорта. На церемонии открытия Олимпийских игр флаг Туркменистана нёс боксёр Сердар Худайбердиев.
На летних Олимпийских играх 2012 Туркменистан вновь не сумел завоевать свою первую олимпийскую медаль. Легкоатлеты и пловцы выступали на Олимпиаде по специальным приглашениям, остальные же прошли квалификацию на Игры. Тяжёлоатлет Умурбек Базарбаев стал единственным спортсменом команды Туркменистана, для которого эти Олимпийские игры стали не первыми в карьере. Он принял участие уже на своей четвёртой Олимпиаде.

## Состав и результаты

### Бокс
Мужчины
| Соревнование | Спортсмены          | 1/16 финала          | 1/8 финала           | Четвертьфинал        | Полуфинал            | Финал                | Место |
| Соревнование | Спортсмены          | Соперник Результат   | Соперник Результат   | Соперник Результат   | Соперник Результат   | Соперник Результат   | Место |
| ------------ | ------------------- | -------------------- | -------------------- | -------------------- | -------------------- | -------------------- | ----- |
| до 64 кг     | Сердар Худайбердиев | INDМ. Кумар П 7:13   | Завершил выступление | Завершил выступление | Завершил выступление | Завершил выступление | 17    |
| до 75 кг     | Нурсахат Паззыев    | TURА. Кылыччи П 7:14 | Завершил выступление | Завершил выступление | Завершил выступление | Завершил выступление | 17    |

### Дзюдо
Женщины
| Соревнование | Спортсмены         | 1/16 финала               | 1/8 финала            | Четвертьфинал         | Полуфинал             | Финал                 | Место |
| Соревнование | Спортсмены         | Соперник Результат        | Соперник Результат    | Соперник Результат    | Соперник Результат    | Соперник Результат    | Место |
| ------------ | ------------------ | ------------------------- | --------------------- | --------------------- | --------------------- | --------------------- | ----- |
| до 63 кг     | Гульнар Хайытбаева | AZEР. Усубова П 0000:0111 | Завершила выступление | Завершила выступление | Завершила выступление | Завершила выступление | 17    |

### Лёгкая атлетика
Мужчины
Технические виды
| Соревнование   | Спортсмены     | Квалификация | Квалификация | Финал                | Финал                |
| Соревнование   | Спортсмены     | Результат    | Место        | Результат            | Место                |
| -------------- | -------------- | ------------ | ------------ | -------------------- | -------------------- |
| Метание молота | Мерген Мамедов | 68,39        | 35           | Завершил выступление | Завершил выступление |

Женщины
Беговые виды
| Соревнование | Спортсмены      | Отборочный раунд | Отборочный раунд | Отборочный раунд | Четвертьфинал         | Четвертьфинал         | Четвертьфинал         | Полуфинал             | Полуфинал             | Полуфинал             | Финал                 | Финал                 |
| Соревнование | Спортсмены      | Забег            | Результат        | Место            | Забег                 | Результат             | Место                 | Забег                 | Результат             | Место                 | Результат             | Место                 |
| ------------ | --------------- | ---------------- | ---------------- | ---------------- | --------------------- | --------------------- | --------------------- | --------------------- | --------------------- | --------------------- | --------------------- | --------------------- |
| 100 метров   | Майса Реджепова | 3                | 12,80            | 4                | Завершила выступление | Завершила выступление | Завершила выступление | Завершила выступление | Завершила выступление | Завершила выступление | Завершила выступление | Завершила выступление |

### Плавание
Мужчины
| Соревнование              | Спортсмены      | Отборочный раунд | Отборочный раунд | Отборочный раунд | Полуфинал            | Полуфинал            | Полуфинал            | Финал                | Финал                | Итоговое место |
| Соревнование              | Спортсмены      | Заплыв           | Результат        | Место            | Заплыв               | Результат            | Место                | Результат            | Место                | Итоговое место |
| ------------------------- | --------------- | ---------------- | ---------------- | ---------------- | -------------------- | -------------------- | -------------------- | -------------------- | -------------------- | -------------- |
| 100 метров вольным стилем | Сергей Кровяков | 2                | 54,43            | 2                | Завершил выступление | Завершил выступление | Завершил выступление | Завершил выступление | Завершил выступление | 46             |

Женщины
| Соревнование              | Спортсмены      | Отборочный раунд | Отборочный раунд | Отборочный раунд | Полуфинал             | Полуфинал             | Полуфинал             | Финал                 | Финал                 | Итоговое место |
| Соревнование              | Спортсмены      | Заплыв           | Результат        | Место            | Заплыв                | Результат             | Место                 | Результат             | Место                 | Итоговое место |
| ------------------------- | --------------- | ---------------- | ---------------- | ---------------- | --------------------- | --------------------- | --------------------- | --------------------- | --------------------- | -------------- |
| 400 метров вольным стилем | Дженнет Сарыева | 1                | 5:40,29          | 3                | Завершила выступление | Завершила выступление | Завершила выступление | Завершила выступление | Завершила выступление | 35             |

### Тяжёлая атлетика
Мужчины
| Соревнование | Спортсмены        | Рывок     | Рывок | Толчок    | Толчок | Всего | Место |
| Соревнование | Спортсмены        | Результат | Место | Результат | Место  | Всего | Место |
| ------------ | ----------------- | --------- | ----- | --------- | ------ | ----- | ----- |
| до 62 кг     | Умурбек Базарбаев | 135       | 7     | 167       | 6      | 302   | 6     |
| до 69 кг     | Данияр Исмаилов   | 145       | 6     | 165       | 16     | 310   | 13    |
| до 85 кг     | Мансур Реджепов   | 160       | 10    | NM        | NM     | NM    | NM    |